# Чинёнов, Лазарь Иванович
Ла́зарь Ива́нович Чинёнов (7 ноября 1912, Никольское, Орловская губерния — 20 октября 1996, Петрозаводск) — советский архитектор, художник. Главный архитектор Петрозаводска (1947—1965).

## Биография
Лазарь Иванович Чинёнов родился 7 ноября 1912 года в крестьянской семье в селе Никольское Орловской губернии. Во время Гражданской войны семья распалась и Лазарь вместе с отцом были вынуждены переехать в Москву. Отец много работал, а Лазарь большую часть времени оставался без присмотра и связался с беспризорниками. Отцу Лазаря пришлось сдать сына в детский дом имени Третьего Интернационала. В это время Лазарь стал позировать художнику Ф. Богородскому для картины «Юный беспризорник». Сейчас картина хранится в Третьяковской галерее.
В 1930 году окончил семь классов и продолжил учёбу в художественной студии, а затем на вечернем отделении рабфака при Тимирязевской академии. Работал художником-оформителем на «заводе Динамо» и внештатным художником в газете «Комсомольская правда».
В 1939 году окончил Московский архитектурный институт. Его дипломным руководителем был А. В. Щусев. После института Чинёнов работал на судостроительном заводе в Комсомольске-на-Амуре.
Перед Великой Отечественной войной Чинёнов вернулся в Москву. В июне 1941 года был направлен в г. Молотов (Пермь) работать в составе 20-й специальной проектной бригады Строительно-монтажного треста № 12.
Позже архитектора командировали в г. Киров, где с 1941 по 1947 он работал в проектном институте «Гипроавиапром». В Кирове Лазарь Иванович познакомился с художником Евгением Чарушиным. В Кирове по проекту Чинёнова был построен Дом пионеров, в котором Чарушин выполнил росписи. В 1944 году стал членом Союза архитекторов СССР.
Указом Президиума Верховного Совета СССР от 6 июня 1945 года Л. И. Чинёнов награждён медалью «За доблестный и самоотверженный труд в Великой Отечественной войне 1941—1945 гг».
В 1947 году Чинёнова перевели в Петрозаводск на должность главного архитектора города. В этой должности он проработал 18 лет. Под его началом восстанавливался послевоенный Петрозаводск. Архитектор разрабатывал новый генплан города, принимал активное участие в строительстве ДК ОТЗ, явился автором проекта дома для рабочих и инженеров Онежского завода. После должности главного архитектора города, Чинёнов еще 13 лет работал главным архитектором Карелгражданпроекта.

## Семья

Сын Лазаря, Сергей, и жена Сергея Валентина Чинёнова

Лазарь познакомился со своей будущей женой Лидией, её мамой и сестрой в Петрозаводске. Женились в 1949 году.
Сын Лазаря, Сергей Чинёнов, учился в Средней художественной школе в Ленинграде, там познакомился со своей будущей женой Валентиной. В дальнейшем Сергей и Валентина вместе рисовали, участвовали в выставках художников Карелии, работали над книжной иллюстрацией.